# براد أندرسون (مخرج)
براد أندرسون (بالإنجليزية: Brad Anderson)‏ هو مخرج أمريكي، منتج وكاتب.

## الأعمال
- الميكانيكي
- المكالمة
- فرينج
- الدرع
- القتل
- بيرسون أوف إنترست
- الكاتراز

## وصلات خارجية
- براد أندرسون على موقع IMDb (الإنجليزية)
- براد أندرسون على موقع روتن توميتوز (الإنجليزية)
- براد أندرسون على موقع ألو سيني (الفرنسية)
- براد أندرسون على موقع تيرنر كلاسيك موفيز (الإنجليزية)
- براد أندرسون على موقع أول موفي (الإنجليزية)
- براد أندرسون على موقع بوكس أوفيس موجو (الإنجليزية)
- براد أندرسون على موقع قاعدة بيانات الأفلام السويدية (السويدية)
- براد أندرسون على موقع قاعدة بيانات الفيلم (الإنجليزية)
- براد أندرسون على موقع كينوبويسك (الروسية)